# Aksyon Demokratiko
Aksyon Demokratiko (« Action démocratique ») est un parti politique philippin créé en 1997.

## Historique

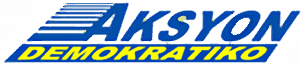
Ancien logo du parti.

Aksyon Demokratiko est créé en 1997 essentiellement pour servir les ambitions présidentielles du sénateur Raul Roco aux élections de 1998. Ce dernier termine troisième, avec 3 720 212 voix, soit 13,83 % des suffrages exprimés. Roco perd de nouveau les élections présidentielles de 2004. En 2016, le parti, qui est alors considéré comme l’un des neuf principaux du pays, soutient officiellement Grace Poe, qui perd face à Rodrigo Duterte.

## Résultats électoraux
- Source[4].

### Président
| Élection | Candidat    | Nombre de voix | Pourcentage de voix | Résultat                                |
| -------- | ----------- | -------------- | ------------------- | --------------------------------------- |
| 1998     | Raul Roco   | 3 720 212      | 13,83 %             | Perdu                                   |
| 2004     | Raul Roco   | 2 082 762      | 6,45 %              | Perdu                                   |
| 2010     |             |                |                     | Soutient Benigno Aquino III (vainqueur) |
| 2016     |             |                |                     | Soutient Grace Poe (perdante)           |
| 2022     | Isko Moreno | 1 933 909      | 3,59 %              | Perdu                                   |

### Vice-président
| Élection | Candidat        | Nombre de voix | Pourcentage de voix | Résultat        |
| -------- | --------------- | -------------- | ------------------- | --------------- |
| 1998     | Irene Santiago  | 240 210        | 0,94 %              | Perdu           |
| 2004     | Herminio Aquino | 981 500        | 3,24 %              | Perdu           |
| 2010     |                 |                |                     | Pas de candidat |
| 2016     |                 |                |                     | Pas de candidat |
| 2022     | Willie Ong      | 1 878 531      | 3,59 %              | Perdu           |

### Sénat
| Élection | Nombre de voix | Pourcentage de voix | Sièges gagnés | Sièges occupés après l'élection | Résultat                                                  |
| -------- | -------------- | ------------------- | ------------- | ------------------------------- | --------------------------------------------------------- |
| 1998     |                |                     | 0 / 12        | 0 / 24                          | Ne présente pas de candidat                               |
| 2001     | 6 728 728      | 2,8 %               | 0 / 12        | 0 / 24                          | Membre de la coalition People Power Coalition (vainqueur) |
| 2004     | 9 362 416      | 3,7 %               | 0 / 12        | 1 / 24                          | Perdu                                                     |
| 2007     | 8 457 710      | 3,1 %               | 0 / 12        | 0 / 24                          | Soutient la coalition Genuine Opposition (vainqueur)      |
| 2010     |                |                     | 0 / 12        | 0 / 24                          | Ne présente pas de candidat                               |
| 2013     |                |                     | 0 / 12        | 0 / 24                          | Ne présente pas de candidat                               |
| 2016     | 8 433 168      | 2,62 %              | 0 / 12        | 0 / 24                          | Perdu                                                     |
| 2022     | 8 220 378      | 1,89 %              | 0 / 12        | 0 / 24                          | Perdu                                                     |

### Chambre des représentants
| Élection | Nombre de voix | Pourcentage de voix | Sièges  | Résultat |
| -------- | -------------- | ------------------- | ------- | -------- |
| 1998     | 106 843        | 0,44 %              | 1 / 258 | Perdu    |
| 2001     |                |                     | 2 / 256 | Perdu    |
| 2004     |                |                     | 2 / 261 | Perdu    |
| 2007     |                |                     | 0 / 270 | Perdu    |
| 2010     | 151 434        | 0,44 %              | 0 / 286 | Perdu    |
| 2013     | 97 982         | 0,35 %              | 0 / 292 | Perdu    |
| 2016     | 514 612        | 1,38 %              | 1 / 297 | Perdu    |
| 2022     | 868 668        | 1,80 %              | 0 / 316 | Perdu    |